# Aldin
Aldin je moško osebno ime.

## Izvor imena
Ime Aldin je izpeljanka iz imena Aldo.

## Osebni praznik
Aldin praznuje god 10. januara.

## Pogostost imena
Po podatkih SURS-a je bilo v Sloveniji na dan 30. junija 2006 188 oseb z imenom Aldin.